# Соколова, Ева Владимировна
Е́ва Влади́мировна Соколо́ва (род. 25 марта 1961), в девичестве Никола́ева — советская и российская легкоатлетка, специалистка по барьерному бегу. Выступала за сборные СССР и России по лёгкой атлетике в конце 1980-х — середине 1990-х годов, обладательница серебряной медали чемпионата Европы в помещении в Париже, чемпионка и призёрка первенств национального значения, рекордсменка страны, финалистка чемпионата мира в Штутгарте. Представляла Санкт-Петербург. Мастер спорта международного класса. Тренер по лёгкой атлетике.

## Биография
Ева Николаева родилась 25 марта 1961 года.
Впервые заявила о себе на взрослом всесоюзном уровне в сезоне 1987 года, выиграв бег на 100 метров с барьерами на чемпионате СССР в Брянске.
В 1988 году в беге на 60 метров с барьерами одержала победу на зимнем чемпионате СССР в Волгограде. Попав в основной состав советской национальной сборной, выступила на чемпионате Европы в помещении в Будапеште, где в той же дисциплине с результатом 7,97 остановилась на стадии полуфиналов.
На чемпионате СССР 1989 года в Горьком стала серебряной призёркой в беге на 100 метров с барьерами. Будучи студенткой, представляла страну на Универсиаде в Дуйсбурге — финишировала в финале пятой.
После распада Советского Союза выступала за российскую национальную сборную. Так, в 1993 году взяла бронзу на зимнем чемпионате России в Москве, получила серебро на летнем чемпионате России в Москве, отметилась выступлением на чемпионате мира в Штутгарте, где с результатом 12,78 заняла в финале пятое место. Кроме того, на соревнованиях в Портсмуте вместе со своими соотечественницами установила рекорд России и Европы в эстафете 4 × 100 метров с барьерами — 52 секунды ровно.
В 1994 году в беге на 60 метров с барьерами завоевала серебряную медаль на чемпионате Европы в помещении в Париже, уступив на финише только титулованной болгарской бегунье Йорданке Донковой.
Впоследствии оставалась действующей спортсменкой вплоть до 1998 года, продолжая принимать участие в различных всероссийских соревнованиях.
Завершив спортивную карьеру, занялась тренерской деятельностью. Работала тренером в Спортивной школе олимпийского резерва «Академия лёгкой атлетики Санкт-Петербурга».